# おもドラ
おもいっきりドラゴンゲート 略して おもドラ（おもいっきりどらごんげーとりゃくしておもどら）は、2015年7月1日から2016年6月30日までFMヨコハマで放送されていた深夜放送のラジオ番組。

## 放送日時
毎週木曜日 25:30 - 26:00（毎週金曜日 01:30 - 02:00）
（初回から、2016年3月までは毎週水曜26:30から放送していた。）

## 概要
週替わりにドラゴンゲート所属のレスラーが登場し、アシスタントの篠原匡朱子の質問に答えていく。
オープニングトークが終わり、コーナー、ふつおた、エンディング告知をして終わる。

## 登場したレスラー
- 鷹木信悟
- 土井成樹
- YAMATO
- Kotoka
- 吉野正人
- 戸澤陽
- ビッグR清水
- しゃちほこBOY
- ドラゴン・キッド
- Eita
- パンチ富永
- エル・リンダマン
- ジミー・ススム
- ジミー・クネスJ.K.S.
- 斎藤"ジミー"了
- 堀口元気H.A.Gee.Mee!!
- B×Bハルク
- 望月成晃
- 新井健一郎
- Kzy
- ヨースケ♡サンタマリア
- "ハリウッド"ストーカー市川

## 番組内のコーナー
- ふつおた

- ドラゴンニュース

- ドラゴン・ワザーランド

- しくじりレスラー

- ドラゴンラブゲート

- ドラゴンマイクパフォーマンス

- ドラゴンチェック

など。